# Armand Mouyal
Armand Mouyal (Orán, 1925. október 16. – Bures-sur-Yvette, 1988. július 15.) világbajnok, olimpiai bronzérmes francia párbajtőrvívó.